# Thrinaxodon
Thrinaxodon foi um cinodonte terapsídeo. Muitos cientistas sugerem que pequenos sulcos no osso do focinho indiquem que o Thrinaxodon teve vibrissas e talvez possa ter tido uma cobertura de pêlos no restante do corpo. Há sugestões que fosse de sangue quente. Mesmo assim, ele ainda botava ovos.
Pensa-se que o Thrinaxodon viveu em tocas superficiais cavadas em ladeiras ou barrancos. Ele vivia em pares acasalados ou pequenos grupos de família, e foi provavelmente territorial, usando glândulas de odor para traçar limites e defender seu território de intrusos.
Carnívoro, baixo com dentes afiados, Thrinaxodon vivia em tocas e comia pequenas presas como insetos, répteis etc. As pistas demonstram que este animal foi mais parecido com mamíferos do que os seus antepassados Sinápsidas. Ele tinha um crânio regularmente grande com um osso dentário alargado e fortalecido. O seu peito e as regiões mais baixas traseiras foram provavelmente separadas por um diafragma - um músculo que evoluiu para auxiliar na respiração, e teria permitido ao Thrinaxodon respirar com mais eficiência do que como seus antepassados. Seus restos fósseis foram encontrados na África do Sul e a Antárctica, apoiando a ideia que os dois continentes já foram um só. Este animal viveu durante o período triássico (há 248-245 milhões de anos).
Houve muitos grandes predadores durante o começo do Triássico, inclusive alguns arcossauros carnívoros, como o Proterosuchus. O Thrinaxodon tinha pouca defesa contra esses animais e sua principal estratégia de sobrevivência teria sido alimentar-se à noite e, portanto, ocultar-se durante o dia dentro de sua toca para se proteger de outros animais.

## Na cultura popular
O Trinaxodon aparece no primeiro capítulo da série de TV inglesa Walking with Dinosaurs (Caminhando com Dinossauros) e é um dos "personagens" principais do 5 ep. de Depois do Apocalipse.